# Эрменонвиль
Эрменонвиль (фр. Ermenonville) — село на севере Франции, коммуна в департаменте Уаза. Здесь располагается усадьба Эрменонвиль и окружающий её парк. В Эрменонвиле прожил последние дни своей жизни, умер и был захоронен Жан-Жак Руссо.

## Парк
Эрменонвильский парк был одним из самых ранних и самых ярких примеров французских пейзажных парков. Его планировка была осуществлена маркизом Рене Луи де Жирарденом, близким другом Жан-Жака Руссо. В работе по дизайну парка принял участие художник Юбер Робер. Созданный с большим вниманием и мастерством, парк выглядел как уголок нетронутой, дикой природы. Жирарден спланировал парк, основываясь на философии и трудах Руссо, который провёл здесь последние шесть недель своей жизни и был захоронен на острове посреди искусственного озера. Позднее была создана копия этого «острова Руссо» в Парковом королевстве Дессау-Вёрлиц.
Посреди парка находилась усадьба Жирардена, Шато де Эрменонвиль. В начале XIX века это место пользовалось большой популярностью среди французской аристократии. Во время своего визита в Эрменонвиль, Наполеон Бонапарт сказал Жирардену, что «было бы лучше для мирного существования французской нации, если бы я и Руссо никогда не родились».